# João Batista Viana Drummond
João Batista Viana Drummond (Nova Era, 1º de maio de 1825 – Rio de Janeiro, 7 de agosto de 1897), também conhecido como Barão de Drummond, foi um empresário brasileiro. Ficou conhecido por seu papel no desenvolvimento urbano e imobiliário do Rio de Janeiro durante o Brasil imperial. Ele foi o idealizador da Vila Isabel, um dos primeiros bairros planejados da cidade, e do Jardim Zoológico de Vila Isabel, que se tornou o local de origem do famoso jogo do bicho.

## Biografia

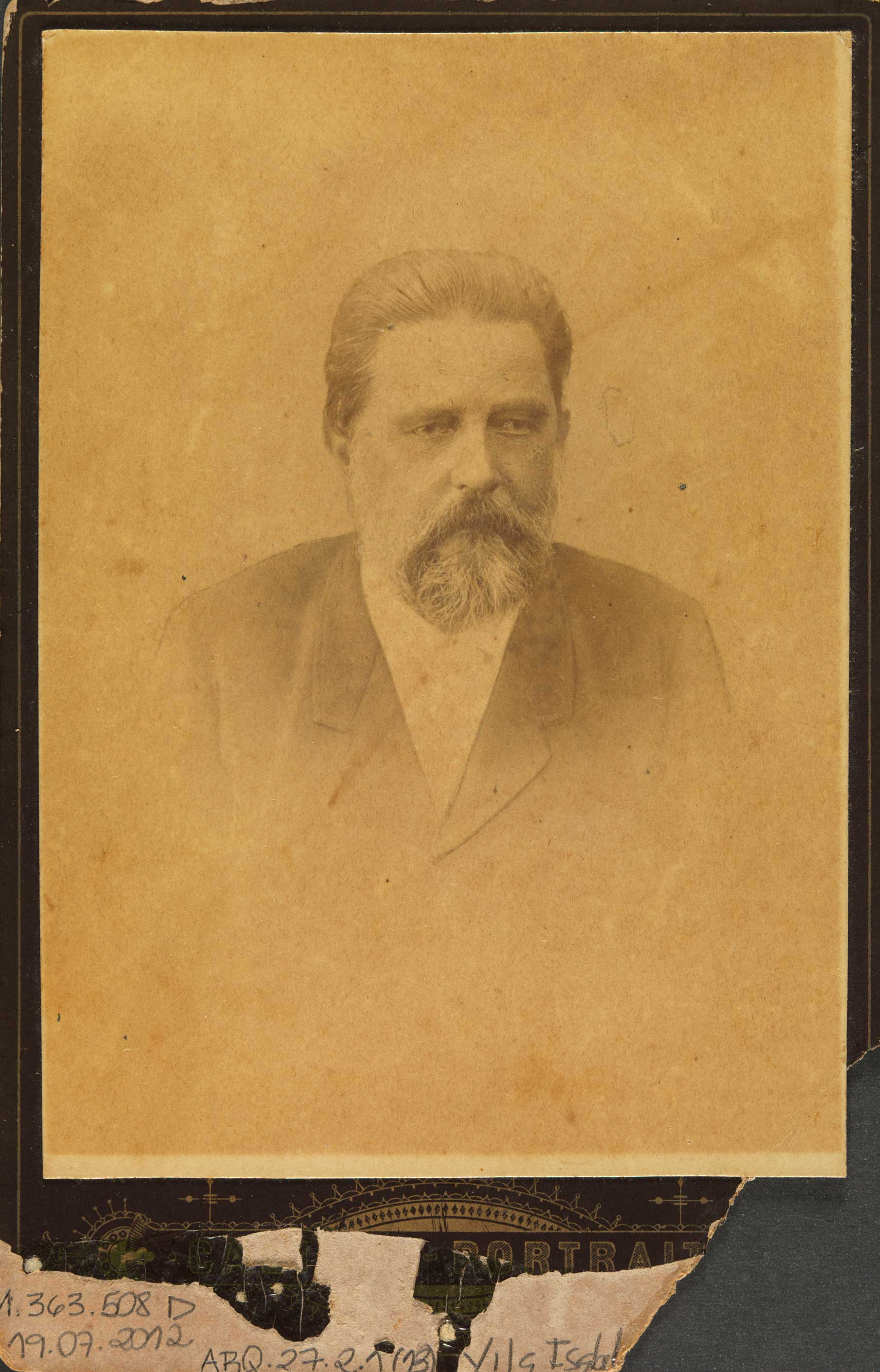
O Barão de Drummond

Drummond nasceu em Nova Era, então um distrito de Itabira, no estado de Minas Gerais. No início da década de 1870, mudou-se para o Rio de Janeiro, então capital do Império, e iniciou sua trajetória empresarial. Com poucos recursos inicialmente, fez fortuna por meio de investimentos no mercado financeiro e outras formas de especulação, incluindo o mercado de ações e a compra e venda de terras.
Com uma visão voltada para o urbanismo, ele adquiriu terras da família imperial, incluindo uma vasta chácara na região da serra do Engenho Novo, na zona norte da cidade. Em 1872, ele fundou a Companhia Arquitectônica, que se dedicou ao desenvolvimento de novos bairros no Rio. O primeiro e mais importante projeto dessa companhia foi a Vila Isabel, um dos primeiros bairros planejados no Brasil. A nova área foi projetada com ruas largas e alinhadas, inspiradas nas grandes avenidas europeias, e passou a ser um símbolo da modernização da cidade.
Drummond também teve importantes parcerias com Irineu Evangelista de Souza, o Barão de Mauá, com quem esteve envolvido em diversas iniciativas de infraestrutura urbana, como a formação da Companhia de Carris de Ferro de Vila Isabel, que operava a linha de bondes entre o centro da cidade e o novo bairro. Drummond foi ainda diretor da Estrada de Ferro Dom Pedro II, um dos empreendimentos mais famosos de Mauá.
Para valorizar a Vila Isabel, Drummond investiu também em fábricas e habitações operárias, com destaque para a construção da Fábrica Confiança Industrial e um zoológico, o Jardim Zoológico de Vila Isabel, inaugurado em 1888. Nesse mesmo ano, Drummond recebeu o título de barão pela corte imperial brasileira.
Já no período republicano, em 1890, obteve autorização junto à Intendência Municipal para explorar jogos públicos no zoológico, incluindo um sorteio vinculado a 25 animais. A loteria dos animais do zoológico, que originou o jogo do bicho, se popularizou rapidamente, ultrapassando os limites do local e se espalhando pelas ruas do Rio de Janeiro. No entanto, o crescente sucesso do jogo levou as autoridades a questionar sua legalidade, resultando na rescisão do contrato com a prefeitura em 1895. Mesmo com a proibição, o jogo continuou a se expandir clandestinamente, mas sem a participação de Drummond.
Barão de Drummond faleceu no Rio de Janeiro em 7 de agosto de 1897.